# Modelo de Vicsek
Una de las motivaciones del estudio de la materia activa por los físicos es la rica fenomenología asociada a este campo. El movimiento colectivo y los enjambres se encuentran entre los fenómenos más estudiados. Dentro de la enorme cantidad de modelos que han sido desarrollados para comprender el comportamiento de una descripción microscópica, el más famoso es el llamado modelo de Vicsek presentado por Tamás Vicsek et al. en el año 1995.
Los físicos tienen un gran interés en este modelo, dado que es mínimo y permite la comprensión de un tipo de universalidad. Consiste en partículas autopropulsadas puntuales que evolucionan a velocidad constante y alinean su velocidad con la de sus vecinos en presencia de ruido. Este modelo muestra movimiento colectivo a alta densidad de partículas o de bajo ruido en la alineación.

## Modelo (descripción matemática)
Como este modelo pretende ser mínimo, supone que la agregación es debido a la combinación de cualquier tipo de autopropulsión y de la alineación efectiva.
Un individuo {\displaystyle i} es descrito por su posición {\displaystyle \mathbf {r} _{i}(t)} y el ángulo que define la dirección de su velocidad {\displaystyle \Theta _{i}(t)} en el tiempo {\displaystyle t}. La evolución en el tiempo discreto de una partícula se establece por dos ecuaciones: En cada uno de los pasos de tiempo {\displaystyle \Delta t}, cada agente se alinea con sus vecinos a una distancia {\displaystyle r} con una incertidumbre debido a un ruido {\displaystyle \eta _{i}(t)} como
{\displaystyle \Theta _{i}(t+\Delta t)=\langle \Theta _{j}\rangle _{|r_{i}-r_{j}|<r}+\eta _{i}(t)}
Y se mueve a velocidad constante {\displaystyle v} en la nueva dirección:
{\displaystyle \mathbf {r} _{i}(t+\Delta t)=\mathbf {r} _{i}(t)+v\Delta t{\begin{pmatrix}\cos \Theta _{i}(t)\\\sin \Theta _{i}(t)\end{pmatrix}}}
Todo el modelo es controlado por dos parámetros: la densidad de partículas y la amplitud del ruido en la alineación. A partir de estas dos simples reglas de iteración, diversas teorías continuas han sido elaboradas como la teoría de Tóner-Tu, que describe el sistema a nivel hidrodinámico.

## Fenomenología
Este modelo muestra una transición de fase a partir de un movimiento desordenado a un movimiento ordenado a gran escala. Con mucho ruido o baja densidad de partículas, son en promedio no alineadas, y pueden ser descritas como un gas desordenado. A bajo nivel de ruido y gran densidad, las partículas están alineadas a nivel global y se mueven en la misma dirección (movimiento colectivo). Este estado se interpreta como un líquido ordenado. La transición entre estas dos fases no es continua, de hecho, el diagrama de fase del sistema presenta una transición de fase de primer orden con una separación de microfases. En la coexistencia de la región de tamaño finito surgen bandas de líquido  en un ambiente gaseoso y se mueven a lo largo de su dirección transversal. Esta organización espontánea de partículas tipifican el movimiento colectivo.

## Extensiones
Desde su aparición en 1995, este modelo ha sido muy popular en la comunidad de los físicos, por lo tanto, una gran cantidad de científicos han trabajado en él y lo han extendido. Por ejemplo, uno puede extraer varias clases de universalidad a partir de simples argumentos de simetría en el movimiento de las partículas y su alineación.
Por otra parte, en los sistemas reales, una gran cantidad de parámetros pueden ser tomados en cuenta con el fin de dar una visión más realista de la descripción, por ejemplo, la atracción y la repulsión entre los agentes (partículas de tamaño finito), la quimiotaxis (sistemas biológicos), la memoria, partículas no-idénticas, el líquido circundante.
También una simplificación de la teoría ha sido desarrollada con el fin de facilitar la metodología analítica de este modelo y es conocida como modelo de Ising activo